# ديفين غرين
ديفين غرين (بالإنجليزية: Devin Green)‏ مواليد 25 أكتوبر 1982 في كولومبوس، هو لاعب كرة سلة أمريكي. بدأ مسيرته الاحترافية في سنة 2005. يلعب في الدوري المكسيكي لكرة السلة. يحمل الرقم 22. يبلغ طوله 6 قدم 7 بوصة (2.0 م).

## المسيرة الاحترافية
لعب مع لوس أنجلوس ليكرز في موسم 2005–2005، ثم لعب مع تيرامو باسكت في الدوري الإيطالي في سنة 2008، ثم لعب مع نادي دنيبرو لكرة السلة في سنة 2009.

## روابط خارجية
- ديفين غرين على موقع الدوري الأوروبي لكرة السلة (الإنجليزية)
- ديفين غرين على موقع إن بي أي (الإنجليزية)
- ديفين غرين على موقع سبورتس رفرنس (الإنجليزية)
- ديفين غرين على موقع كرة السلة الأوروبية.كوم (الإنجليزية)
- ديفين غرين على موقع كلية كرة السلة في سبورتس رفرنس.كوم (الإنجليزية)
- ديفين غرين على موقع ريلجم (الإنجليزية)
- ديفين غرين على موقع بروبوليرز (الإنجليزية)
- ديفين غرين على موقع سبورتس رفرنس (الإنجليزية)
- ديفين غرين على موقع سبورتس رفرنس (الإنجليزية)